# Nicole Dubuc

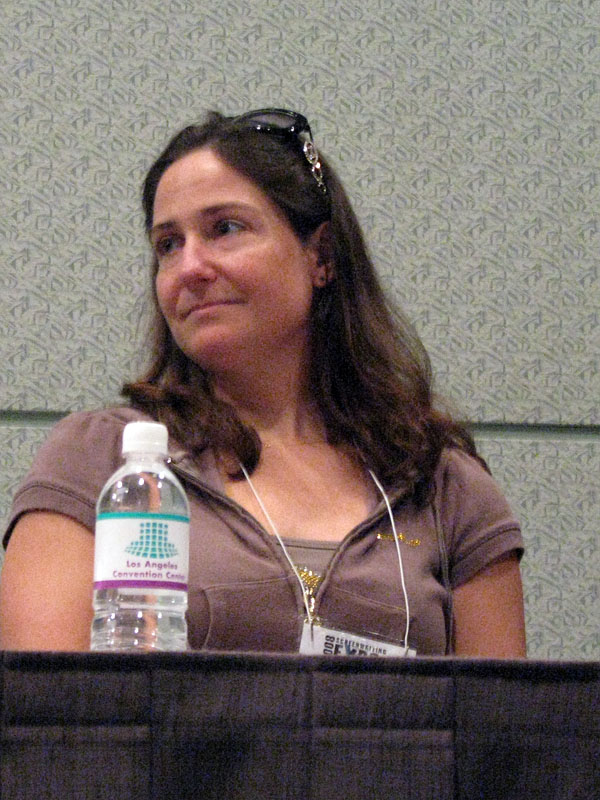
Nicole Dubuc (2008)

Nicole Danielle Dubuc (* 6. November 1978 in Orange County, Kalifornien) ist eine US-amerikanische Drehbuchautorin, Synchronsprecherin und ehemalige Kinderdarstellerin.

## Leben
Nicole Dubuc begann ihre Schauspielkarriere beim Fernsehen in der kleinen wiederkehrenden Rolle Bertha in der Sitcom Unser Haus (Our House), die sie von 1986 bis 1988 in 126 Folgen verkörperte. Größere nationale Bekanntheit erlangte sie durch ihre Darstellung der altklugen Robin Cooper McGillis, die sie in vier Staffeln der Sitcom Major Dad spielte. Parallel zu ihrer Schauspielerei besuchte sie normal die Schule, nämlich die Connelly School in Anaheim. Sie studierte an der Yale University und machte ihren Abschluss in Englisch. Anschließend begann sie ab 2003 Drehbücher für die Zeichentrickserie Kim Possible zu schreiben. Seitdem schrieb sie unter anderem auch für weitere Zeichentrickserien wie Meine Freunde Tigger und Puuh, Transformers: Prime und zuletzt Young Justice Drehbücher. Für letztere synchronisierte sie auch die Figur der Iris West-Allen.

## Filmografie (Auswahl)
Schauspiel
- 1986–1988 Unser Haus (Our House) (16 Folgen)
- 1988: ALF (1 Folge)
- 1989–1993: Major Dad (96 Folgen)
- 2011: Mike DA Mustang
- seit 2011: Young Justice

Drehbuch
- 2003–2005: Kim Possible (vier Folgen)
- 2005: Dragon Tales (sechs Folgen)
- 2007–2008: Meine Freunde Tigger und Puuh (My Friends Tigger and Pooh, 16 Folgen)
- 2009–2011: The Super Hero Squad Show (sechs Folgen)
- seit 2010: Transformers: Prime
- seit 2010: Young Justice
- seit 2011: Transformers: Rescue Bots